# جيرالد باتريك
جيرالد باتريك (بالإنجليزية: Gerald Battrick)‏ مواليد 27 مايو 1947 في ويلز - الوفاة 26 نوفمبر 1998، كان لاعب كرة مضرب بريطاني بدأ مسيرته كمحترف سنة 1968 وكان يلعب باليد اليمنى، اعتزل اللعب في 1976. أعلى تصنيف له في الفردي كان المركز الـ 53 في سنة 1973.

## روابط خارجية
- جيرالد باتريك على موقع رابطة محترفي التنس (الإنجليزية)
- جيرالد باتريك على موقع الاتحاد الدولي لكرة المضرب (الإنجليزية)
- جيرالد باتريك على موقع كأس ديفيز (الإنجليزية)
- جيرالد باتريك على موقع خلاصة التنس.كوم (الإنجليزية)